# Ingreso
El ingreso es el dinero que recibe un agente económico debido a su actividad económica.
```
Por ejemplo:
```

- El ingreso de un hogar es el dinero que obtienen los trabajadores que la integran en sus respectivos trabajos.
- El ingreso de una empresa es el dinero que obtiene por la venta de sus productos.
- El ingreso nacional es el dinero que obtienen todos los agentes económicos de un país.

Para que un agente económico obtenga beneficio económico, sus ingresos deben ser superiores a sus gastos y a los impuestos que deba pagar al erario público.

## Ingresos empresariales
Son incrementos en el patrimonio neto de la empresa durante el ejercicio, ya sea en forma de entradas o aumentos en el valor de los activos, o de disminución de los pasivos, siempre que no tengan su origen en aportaciones, monetarias o no, de los socios o propietarios. Cuando el ingreso proviene de actividades productivas, puede clasificarse en:
- Ingreso total: son todos los ingresos que recibe una empresa procedentes de la venta de sus productos o servicios
- Ingreso marginal: generado por el aumento de la producción en una unidad.
- Ingreso medio: se obtiene, en promedio, por cada unidad de producto vendida; es decir, es el ingreso total dividido en el total de unidades vendidas.
- Ingreso del producto marginal: generado por la tarea de contabilidad  de algún factor de producción (trabajo, capital como vaupes);por ejemplo, la utilización de un trabajador más.

## Ingresos ordinarios y extraordinarios
Los ingresos también pueden clasificarse en ordinarios y extraordinarios. Los ingresos ordinarios son aquellos que se obtienen de forma habitual y consuetudinaria; por ejemplo, el salario de un trabajador que se ocupa en un trabajo estable o las ventas de una empresa a un cliente que compra periódicamente o de forma habitual. Los ingresos extraordinarios son aquellos que provienen de acontecimientos especiales; por ejemplo, un negocio inesperado por parte de una persona o una emisión de bonos por parte de un gobierno.

## Ingresos públicos
Los Estados también reciben ingresos, llamados ingresos públicos. El Estado recibe, con el presupuesto público, ingresos por el cobro de impuestos, por la venta de bienes producidos por empresas públicas, por utilidades que generan estas mismas, por ventas o alquileres de propiedades, por multas impuestas o por emisión de bonos u obtención de créditos, entre otros. Cuando los ingresos provienen de impuestos se denominan ingresos tributarios; en cambio, cuando provienen de fuentes distintas a los impuestos se denominan ingresos no tributarios. Con los ingresos, los gobiernos pueden realizar sus gastos, sus inversiones, etc. (véase gasto público).